# Правица, Драгица
Драгица Правица (сербохорв. Драгица Правица / Dragica Pravica; 28 октября 1919, Биелач — 27 июня 1942, Угарци) — югославская студентка, партизанка Народно-освободительной войны Югославии, Народный герой Югославии.

## Биография
Родилась 28 октября 1919 года в селе Биелач (около Требине, ныне Республика Сербская, Босния и Герцеговина). Окончила начальную школу при монастыре Дужи и гимназию в Дубровнике в 1939 году. С ранних лет состояла в молодёжном революционном движении, член Союза коммунистической молодёжи Югославии. В 1938 году вошла в состав местного комитета, в 1939 году вошла в Требиньский районный комитет. Училась на философском факультете Белградского университета, участвовала в демонстрациях (в том числе в крупной демонстрации 14 декабря 1939 года).
С 1938 по 1941 годы Драгица работала в молодёжной секции объединения «Неретва», группе культуры и искусства студенческого общества имени Петара Кочича, а также в акционном комитете студенческих объединений при университете. С лета 1940 года член Коммунистической партии Югославии. 27 марта 1941 года после путча вернулась в родное село. После оккупации Югославии гитлеровцами ушла в подполье вместе со старшим братом Раде и иными коммунистами.
В общине Требине Драгица руководила политическим движением, занималась закупкой оружия, образованием партизанских отрядов, вербовкой подростков и женщин, а также в непосредственных боях партизан против оккупантов. Занимала пост секретаря Требиньского районного комитета СКМЮ, с октября 1941 года вошла в Восточно-Герцеговинский окружной комитет СКМЮ; с апреля 1942 года его секретарь. В конце мая — начале июня 1942 года после отхода партизан в Западную Боснию Драгица осталась в Требине по приказу партии.
Её поймали четники и бросили в тюрьму Зупца, где пытали и допрашивали. Позднее её выдали итальянцам, те содержали Драгицу с 12 по 16 июня 1942 года в тюрьме «Казбек» в Дубровнике. Не добившись ничего, Драгицу обратно вернули четникам, где её снова подвергли пыткам в Любомире. 27 июня 1942 года Драгица, её брат Раде Правица и ещё один партизан Стево Братич были расстреляны четниками в Угарцах.
Указом Президиума Антифашистского вече народного освобождения Югославии от 8 июня 1945 года Драгица Правич награждена посмертно орденом и званием Народного героя Югославии.